# Melbourne Society of Women Painters and Sculptors
La Melbourne Society of Women Painters and Sculptors (« Société de femmes peintres et sculptrices de Melbourne ») est une association de femmes artistes, la plus ancienne encore en activité en Australie.

## Histoire
La Melbourne Society of Women Painters and Sculptors (MSWPS) est fondée en 1902 à Melbourne comme un rassemblement mensuel de huit anciennes élèves de Frederick McCubbin à la National Gallery of Victoria Art School, que les membres appelaient le « Students' Art Club ». On sait que parmi ces fondatrices figurent Daisy Stone, Tina Gowdie, Annie Gates, Kate Allan, Ella Thorn, Henrietta Maria Gulliver et une certaine Miss Stock (autrement non identifiée, morte en 1906). En 1905, elles ajoutent le mot aborigène « Woomballano » (qui signifie « beauté éternelle » ou « recherche de beauté ») pour identifier leur Art Club, avant de le changer à nouveau pour The Women's Art Club en 1913, puis en Melbourne Society of Women Painters en 1930. La désignation actuelle est adoptée en 1954.
Beaucoup de ses premiers membres sont des peintres en plein air et s'identifiaient à l'école impressionniste appelée Heidelberg School, qui est largement considérée comme un groupe masculin mais qui inclut de nombreuses femmes. L'intérêt pour les arts décoratifs à l’orée du XXe siècle attire d'autres membres qui sont des artisans importants. Dans les années 1920, la Société assimile la génération d'artistes professionnelles féminines issues de la Melbourne National Gallery School, avec d'importantes femmes artistes provenant du tonalisme australien de Max Meldrum et du modernisme. La Société est moins ouvertement féministe que son homologue, la Sydney Society of Women Painters (plus tard dénommée Women's Industrial Art Society), fondée en 1910 en réaction à la discrimination des jurys dominés par les hommes des institutions et sociétés artistiques.
Pendant la seconde Guerre mondiale, le MSWPS ouvre un quartier général de volontaires à Grosvenor Chambers (en) (9 Collins Street, Melbourne) où elles fabriquent et vendent de l'artisanat et de l'art pour lever des fonds pour l'effort de guerre.
La MSWPS se réunit à la maison d'Ola Cohn (41-43 Gipps Street, East Melbourne), classée au patrimoine national depuis la mort de la sculptrice en 1964. Celle-ci avait été présidente de la Société de 1948 à 1964.

## Membres notables
- Cristina Asquith Baker (en), peintre et lithographe
- Alice Marian Ellen Bale (en), peintre
- Margaret Francis Ellen Baskerville (en), sculptrice et aquarelliste
- Clarice Beckett, peintre tonaliste
- Lina Bryans (en), peintre
- Ethel Carrick, peintre
- Ola Cohn, sculptrice
- Amalie Sara Colquhoun (en), peintre
- Sybil Craig (en), peintre
- Peggie Crombie (en), peintre
- Janet Cumbrae-Stewart (en), peintre
- Maude Edith Victoria Fleay (en), peintre
- Margaret Gurney (en), graphiste et directrice artistique
- Polly Hurry (en), peintre
- Helen Ogilvie (en), peintre et graveuse
- Esther Paterson (en), illustratrice
- Ada May Plante (en), peintre
- Esther Paterson (en), illustratrice
- Ada May Plante (en), peintre
- Hilda Rix Nicholas, peintre
- Florence Aline Rodway (en), peintre
- Dora Serle (en), peintre
- Clara Southern, peintre
- Eveline Winifred Syme (en), graveuse
- Violet Teague (en), peintre et graveuse
- Jessie Traill, graveuse
- Isabel May Tweddle (en), peintre
- Dora Wilson, graveuse